# Éditions de Minuit
Les Éditions de Minuit è una casa editrice francese nata nel 1941, in piena occupazione nazista dallo scrittore Pierre de Lescure (1891-1992) e dall'illustratore Jean Bruller (1902-1991) che volevano stampare in clandestinità opere di resistenza (la parola "minuit" sta per "mezzanotte", intendendo appunto la segretezza notturna). Pubblica essenzialmente libri di letteratura e scienze umane.

## Storia
Il primo libro pubblicato fu Le Silence de la mer di Vercors, pseudonimo scelto da uno dei due fondatori per diventare scrittore, pubblicato nel 1942 e circolato senza distribuzione ufficiale, quasi di mano in mano. Con l'aiuto di Jean Paulhan, che lavorava per Gaston Gallimard e passava loro alcuni manoscritti, fino alla liberazione vennero quindi stampate 25 opere di Resistenza, tra le quali opere di Paul Éluard, François Mauriac, Louis Aragon, Jacques Maritain, André Gide e la prima traduzione francese di La luna è tramontata di John Steinbeck.
Nel 1944 per questa attività la casa editrice ricevette il Prix Femina (unico caso del premio dato al corpo di pubblicazioni di una casa editrice piuttosto che a un'opera singola).
Dopo la guerra, la casa non riuscì subito a decollare. A parte alcune opere importanti di Georges Bataille, André Dhôtel, Arthur Miller, Dylan Thomas, Karl Jaspers, Pierre Klossowski e Henri Thomas, le cui vendite erano comunque modeste, la casa non riuscì cioè a trovare una propria identità forte come durante la Resistenza. Nel 1948 Vercors lasciò la presidenza. Dallo stesso anno venne quindi diretta da Jérôme Lindon (1925-2001), quindi da sua figlia Irène (dal 2001).
Tra i suoi autori degli anni 1950, oltre a Bataille, Maurice Blanchot, Jean Cassou, Jean Fourastié e Jean Paulhan. Solo nel 1951, con il trasferimento nel VI arrondissement di Parigi e tre operazioni riuscite, la casa editrice divenne conosciuta: la scoperta di Samuel Beckett (con il suo romanzo Molloy, al quale seguiranno tutte le sue opere, ancora oggi stampate dalla casa editrice in esclusiva), un pamphlet di Jean Paulhan, Lettre aux directeurs de la Résistance nella nuova collana "Documents", e la prima opera di Jacques Hillairet, Évocation du vieux Paris, sulla quale sarà basato il successivo fortunato Dictionnaire historique des rues de Paris (1963).

## Riviste e collane
Nel 1951 la casa prese a stampare anche la rivista "Critique", fondata nel 1946 da Georges Bataille, dopo la morte del quale diretta da Jean Piel (1902-1996) e successivamente da Philippe Roger (nato nel 1949).
Nel 1953 Alain Robbe-Grillet vi ospitò il lancio del cosiddetto "Nouveau roman" con il suo romanzo Les gommes e con l'attività di lettore all'interno della casa, ospite dunque anche di opere di Claude Simon, Nathalie Sarraute, Michel Butor, Robert Pinget e Marguerite Duras.
Nel 1972 Lindon creò la rivista "Minuit", affidandone la direzione a Tony Duvert, la quale nonostante il cambio di direzione (passata a Mathieu Lindon) nel nuovo decennio, cesserà le pubblicazioni nel 1982.
Un'altra rivista importante della casa editrice è stata "Arguments" (28 numeri, 1957-1962), fondata da Kostas Axelos, Jean Duvignaud ed Edgar Morin.
Nel 1984 ha cominciato le pubblicazioni la rivista "Revue Philosophie", che ha presentato il lavoro di Edmund Husserl e di giovani filosofi come Pierre Alféri e Jean-Louis Chrétien.
Tra le collane:
- "Le Sens commun" (diretta da Pierre Bourdieu) che ha pubblicato, tra le altre, opere di Theodor Adorno, Gregory Bateson, Émile Benveniste Ernst Cassirer, Émile Durkheim, Moses Finley, Erving Goffman, William Labov, Marcel Mauss, Georges Mounin, Erwin Panofsky, Luis Prieto, A.-R. Radcliffe-Brown, Edward Sapir, John Searle, Salvatore Settis, Péter Szondi e Jules Vuillemin;
- "Documents", di attualità politica;
- "Propositions", creata nel 1980, essenzialmente di linguistica, con opere di Oswald Ducrot, Nelson Goodman, Roman Jakobson, Hilary Putnam ecc.;
- "Paradoxe", fondata nel 1993, con opere di Gilles Deleuze, Georges Didi-Huberman, Clément Rosset ecc.

## Autori pubblicati
- Jean Bruller (Vercors)
- Kostas Axelos
- Georges Bataille
- Maurice Blanchot
- Pierre Bourdieu
- Jacques Bouveresse
- Jacques Derrida
- Gilles Deleuze
- Henri Lefebvre
- Michel Serres
- Pierre Vidal-Naquet
- Karl August Wittvogel
- Clément Rosset
- Édith Thomas
- Georges Didi-Huberman
- Nathalie Sarraute
- Samuel Beckett, premio Nobel
- Michel Butor
- Claude Simon, premio Nobel
- Alain Robbe-Grillet
- Robert Pinget
- Marguerite Duras
- Patrick Deville
- Christian Gailly
- Jean Echenoz
- Eugène Savitzkaya
- Christian Oster
- François Bon
- Bernard-Marie Koltès
- Jean-Philippe Toussaint
- Jean Pierre Ceton
- Jacques Serena
- Marie Ndiaye
- Éric Chevillard
- Tony Duvert
- Éric Laurrent
- Laurent Mauvignier
- Tanguy Viel
- Benoît Peeters
- Marie-Françoise Plissart
- Anne Godard
- Caroline Lamarche ecc.

Tra gli autori italiani, qualche opera di Carmelo Bene, Anna Boschetti, Giorgio Colli, Michele Prandi, Gianni Vattimo e Bruno Zevi.